# Seyfried Fasser
Seyfried Fasser (bl. 14./15. Jahrhundert) war ein Geistlicher aus Dinkelsbühl. 
Er studierte ab dem 14. April 1419 an der Universität Wien Theologie. Sein Lehrer dort war der Pastoraltheologe Nikolaus von Dinkelsbühl, einer der Hauptvertreter der Wiener Schule der Pastoraltheologie. Schon 1423/1424 wurde er als Prior und Lesemeister des Karmelitenklosters in Dinkelsbühl genannt. Er stiftete zusammen mit seinen sechs leiblichen Brüdern einen Jahrtag für Vater und Mutter eine Wiese in Wittelshofen. Was für die Seelenmesse nicht gebraucht wurde, sollte der Küche des Klosters zugutekommen.